# Кишно језеро
Кишно језеро (енгл. Rainy Lake) је језеро у Сједињеним Америчким Државама и Канади. Налази се на територији америчке савезне државе Минесота и канадске покрајине Онтарио. Површина језера износи 894 km².